# 1834年1月9日日食
1834年1月9日日食为一次在协调世界时1834年1月9日出現的日偏食。該次日食食分為0.4418。

## 概述
這次日食的食分是0.4418。

## 基本參數
- 類型：日偏食
- 食甚資料：
  - 日期：1834年1月9日
  - 時間：22時55分31秒
  - 地點：68S 11E
  - 食分：0.4418

## 外部連結
- NASA日食專頁（页面存档备份，存于）（英文）